# NGC 419
NGC 419 је расејано звездано јато у сазвежђу Тукан које се налази на NGC листи објеката дубоког неба.
Деклинација објекта је - 72° 53' 0" а ректасцензија 1h 8m 17,2s. Привидна величина (магнитуда) објекта NGC 419 износи 11,2. NGC 419 је још познат и под ознакама ESO 29-SC33.